# Puntius schanicus
Puntius schanicus är en fiskart som först beskrevs av Boulenger, 1893.  Puntius schanicus ingår i släktet Puntius och familjen karpfiskar. IUCN kategoriserar arten globalt som otillräckligt studerad. Inga underarter finns listade i Catalogue of Life.